# Adolf Krauß (Jurist)
Adolf Christoph Krauß (* 2. Januar 1813 in Urach; † 2. August 1884 in Stuttgart) war ein deutscher Jurist.

## Leben
Als Sohn des Uracher Ephorus geboren, studierte Krauß nach dem Gymnasium Rechtswissenschaften in Tübingen und Heidelberg. Während seines Studiums in Tübingen wurde er 1830 Mitglied der Burschenschaft Feuerreiter.  „Wegen entfernter Teilnahme an dem Versuch eines die Selbständigkeit des Staates gefährdenden Aufruhrs“ wurde er zu acht Monaten Festungshaft auf dem Hohenasperg verurteilt. Im Zuge der Demagogenverfolgung wurde er deswegen im Schwarzen Buch der Frankfurter Bundeszentralbehörde (Eintrag Nr. 950) festgehalten.
1841 wurde er Gerichtsaktuar in Schorndorf, bevor er als Assessor und Rat an den Gerichtshöfen Esslingen, Ulm und Ellwangen arbeitete. 1859 wurde er zum Mitglied des Obertribunals, 1861 zum Obertribunalrat, 1879 zum Oberlandesgerichtsrat, bevor er 1882 als Senatspräsident am OLG Stuttgart in den Ruhestand ging. Er war in seiner Laufbahn hauptsächlich in Zivilsenaten eingesetzt und wurde Mitglied der Verwaltungsgerichtshofes. 1871 wählten ihn die Stände in den Württembergischen Staatsgerichtshof.